# فزارة (سوهاج)
قرية فزارة هي إحدى القرى التابعة لمركز المراغة بمحافظة سوهاج في جمهورية مصر العربية. حسب إحصاءات سنة 2006، بلغ إجمالي السكان في فزارة 18180 نسمة، منهم 9468 رجل و8712 امرأة.